# Mollet de Peralada
Mollet de Peralada is een gemeente in de Spaanse provincie Girona in de regio Catalonië met een oppervlakte van 6 km². Mollet de Peralada telt 180 inwoners (1 januari 2016).

## Demografische ontwikkeling
Bron: INE, 1857-2011: volkstellingen
Opm.: In 1857 werd de gemeente Las Costas aangehecht